# Helictotrichon aetolicum
Helictotrichon aetolicum là một loài thực vật có hoa trong họ Hòa thảo. Loài này được (Rech.f.) Holub mô tả khoa học đầu tiên năm 1959.